# Aeropuerto Internacional de Misurata
El Aeropuerto Internacional de Misurata (IATA: MRA, ICAO: HLMS) es un aeropuerto internacional que da servicio a Misurata, una ciudad costera mediterránea en el distrito de Misurata en Libia. También actúa como base aérea y centro de entrenamiento para la Fuerza Aérea Libia.

## Historia
El aeropuerto fue creado en 1939 como un pequeño lugar de aterrizaje en la provincia de Misurata, en la Libia italiana.
El 15 de diciembre de 2011, el aeropuerto celebró sus primeros vuelos comerciales internacionales regulares de una aerolínea no libia (Turkish Airlines).
El 14 de julio de 2014, el aeropuerto se cerró a los vuelos debido a enfrentamientos en el Aeropuerto Internacional de Trípoli, del que depende el Aeropuerto Internacional de Misurata para sus operaciones. Los vuelos se reanudaron la noche del 15 de julio.
El 3 de agosto de 2020, un incendio destruyó la terminal de pasajeros del aeropuerto.

## Uso militar
La Fuerza Aérea de Libia opera el avión Soko G-2 ampliamente en Misurata tanto en capacidad de entrenamiento como de contrainsurgencia.
El primer avión de guerra libio en desafiar la zona de exclusión aérea durante la guerra civil libia fue un G-2 de Misurata. Se informó que fue derribado rápidamente por la Fuerza Aérea francesa. Pocas horas después, un portavoz de las Fuerzas Armadas precisó que el avión fue destruido en la pista con un misil aire-tierra AASM poco después de haber aterrizado.

## Destinos
| Aerolíneas                         | Destinos                                                   |
| ---------------------------------- | ---------------------------------------------------------- |
| Afriqiyah Airways                  | Bengasi, El Cairo, Estambul, Sfax y Túnez Estacional: Yeda |
| Berniq Airways                     | Alejandría, Bengasi, El Cairo, Estambul y Túnez            |
| Egyptair                           | El Cairo                                                   |
| Fly Oya                            | Estacional: Yeda                                           |
| Global Aviation and Services Group | Bengasi                                                    |
| Libyan Airlines                    | Túnez y Sfax                                               |
| MedSky Airways                     | Estambul y Malta. Estacional: Yeda                         |